# Брешиа (провинция)
Бре́шиа (также Брешия; итал. Provincia di Brescia, ломб. Pruvincia de Bressa) — провинция в Италии, в регионе Ломбардия.

## География
Провинция Брешиа граничит с провинцией Сондрио на севере и северо-западе, с провинцией Бергамо на западе, с провинцией Кремона на юге и юго-западе, с провинцией Мантуя на юге, и с провинциями Верона и Тренто на востоке.
В провинции находятся три больших озера: Гарда (итал. lago di Garda), Изео (lago d'Iseo) и Идро (lago d'Idro). Имеется несколько водохранилищ: Авиоло, Вальвестино, Вакка. На севере провинции расположена часть горного хребта Адамелло-Презанелла. Также в провинции Брешиа находятся долины Камоника, Тромпия и Саббия.
Важнейшие города: Брешиа, Дезенцано-дель-Гарда, Монтикьяри, Лумедзане, Палаццоло-суль-Ольо, Ровато, Кьяри, Геди, Манербио, Ордзинуови, Сало́, Сирмионе, Изео.

## Транспорт
Через провинцию проходят автострады A4 Турин — Триест, A21 Турин — Брешиа и A35 Брешиа — Милан, а также дороги государственного значения SS39, SS42 и SS45bis. В городе Монтикьяри расположен аэропорт Брешиа — Монтикьяри. Через провинцию проходят железные дороги Милан — Венеция и Брешиа — Изео — Эдоло. Основной железнодорожный узел — станция Брешиа. До 1950-х годов в Брешиа действовала городская и междугородняя трамвайная сеть, потом выведенная из строя. В 2004 году начато строительство метрополитена Брешиа, первая линия которого (17 станций) была открыта в 2013 году.

## Список коммун провинции Брешиа
В состав провинции Брешия входят следующие 205 коммун:
- Адро
- Аккуафредда
- Альфьянелло
- Анголо Терме
- Анфо
- Аньозине
- Артонье
- Аццано Мелла
- Баголино
- Баньоло Мелла
- Барбарига
- Барге
- Бассано Брешано
- Бедиццоле
- Берлинго
- Берцо-Демо
- Берцо Инфериоре
- Бионе
- Бовеньо
- Бовеццо
- Борго Сан Джакомо
- Боргосатолло
- Борно
- Боттичино
- Брандико
- Браоне
- Брено
- Брешиа
- Брионе
- Бьенно
- Валлио Терме
- Вальвестино
- Веролавеккья
- Веролануова
- Вестоне
- Вецца д’Ольо
- Визано
- Вилла Карчина
- Виллакьяра
- Виллануова суль Клизи
- Вионе
- Вобарно
- Гавардо
- Гамбара
- Гардоне Валь Тромпия
- Гардоне Ривьера
- Гарньяно
- Геди
- Готтоленго
- Гуссаго
- Дарфо Боарио Терме
- Дезенцано дель Гарда
- Делло
- Джанико
- Дзоне
- Идро
- Изео
- Изорелла
- Инкудине
- Ирма
- Каино
- Кальваджезе делла Ривьера
- Кальвизано
- Кальчинато
- Капо ди Понте
- Каповалле
- Каприано дель Колле
- Каприоло
- Карпенедоло
- Кастель Мелла
- Кастельковати
- Кастенедоло
- Кастеньято
- Касто
- Кастредзато
- Каццаго Сан Мартино
- Квинцано д’Ольо
- Коккальо
- Коллебеато
- Коллио
- Колонье
- Комеццано Чиццаго
- Кончезьо
- Корте Франка
- Кортено Гольджи
- Корцано
- Кьяри
- Лавеноне
- Лено
- Лимоне суль Гарда
- Лограто
- Лодрино
- Лозине
- Лонато дель Гарда
- Лонгена
- Лоцио
- Лумедзане
- Магаза
- Мадзано
- Майрано
- Маклодио
- Маленьо
- Малонно
- Манерба дель Гарда
- Манербио
- Маркено
- Марментино
- Мароне
- Мильцано
- Монига дель Гарда
- Монно
- Монте-Изола
- Монтикьяри
- Монтироне
- Монтичелли-Брузати
- Мура
- Мусколине
- Наве
- Нуволенто
- Нуволера
- Ньярдо
- Одоло
- Оме
- Оно-Сан-Пьетро
- Ордзивекки
- Ордзинуови
- Оспиталетто
- Оссимо
- Оффлага
- Павоне дель Мелла
- аденге суль Гарда
- Падерно-Франчакорта
- Паиско-Ловено
- Пайтоне
- Палаццоло суль Ольо
- Паратико
- Паспардо
- Пассирано
- Пертика-Альта
- Пертика-Басса
- Пеццаце
- Пизонье
- Полавено
- Польпенацце дель Гарда
- Помпьяно
- Понкарале
- Понте ди Леньо
- Понтевико
- Понтольо
- Поццоленго
- Пральбоино
- Превалле
- Презелье
- Провальо Валь Саббия
- Провальо д’Изео
- Пуэньяго суль Гарда
- Пьян-Камуно
- Пьянконьо
- Редзато
- Ремеделло
- Ровато
- Роденго-Саяно
- Роккафранка
- Ронкаделле
- Роэ-Вольчано
- Рудьяно
- Саббьо Кьезе
- Савьоре дель Адамелло
- Сале-Маразино
- Сало
- Сан Джервазио Брешано
- Сан Дзено Навильо
- Сан Паоло
- Сан Феличе дель Бенако
- Сареццо
- Селлеро
- Сенига
- Серле
- Сирмионе
- Сонико
- Сояно дель Лаго
- Сульцано
- Таверноле суль Мелла
- Тему
- Тиньяле
- Торболе-Казалья
- Тосколано-Мадерно
- Травальято
- Тревизо Брешано
- Тремозине
- Тренцано
- Ураго д’Ольо
- Флеро
- Фьессе
- Чево
- Чедеголо
- Челлатика
- Червено
- Чето
- Чивидате Камуно
- Чиголе
- Чимберго
- Эдоло
- Эзине
- Эрбуско